# Vértesacsa
Vértesacsa là một thị trấn thuộc hạt Fejér, Hungary. Thị trấn này có diện tích 36,19 km², dân số năm 2010 là 1717 người, mật độ 47 người/km².